# Delakverdī
Delakverdī (persiska: دِلَكوِردی, دَلِك ويردی, دلک وردی) är en ort i Iran.   Den ligger i provinsen Västazarbaijan, i den nordvästra delen av landet, 700 km nordväst om huvudstaden Teheran. Delakverdī ligger 2 040 meter över havet och antalet invånare är 317.
Terrängen runt Delakverdī är kuperad. Runt Delakverdī är det ganska glesbefolkat, med 39 invånare per kvadratkilometer. Närmaste större samhälle är Badūlī, 9,6 km nordost om Delakverdī. Trakten runt Delakverdī består i huvudsak av gräsmarker.